# Dalešice (zámek)
Zámek Dalešice se nachází v areálu bývalého kláštera v městyse Dalešice. Je chráněn jako kulturní památka České republiky. U zámku stojí kostel sv. Petra a Pavla.

## Historie
Na místě zámku původně stál klášter, poprvé zmiňovaný v roce 1303. Někdy okolo roku 1540 došlo k zániku kláštera a majetek získali Kraličtí z Kralic. Ti zároveň provedli přestavbu objektu na panské sídlo. V pobělohorské době patřilo dalešické panství hrabatům z Náchoda, nakrátko jej drželi svobodní páni z Hodic a od sedmdesátých let 17. století Odkolkové z Újezdce. Roku 1712 koupil statek Valeč a roku 1713 Dalešice Jan Antonín Pachta z Rájova, který velmi záhy Valeč odprodal.
Dalešice koupil v roce 1724 od jeho syna Antonina Karla Pachty hrabě Jindřich Josef Daun. Za něho došlo k přestavbě jedné z budov bývalého kláštera na barokní zámek. Autorem přestavby byl Josef Fischer z Erlachu a v roce 1736 k definitivnímu připojení statku Slavětice k Dalešicím. Maxmilián Daun oba velkostatky v roce 1762 postoupil Heřmanu Vavřinci z Kannengiesseru. Sňatkem dcery nového majitele Kateřiny přešlo dalešické panství na barona Jáchyma Alberta Hessa. V rukou Hessů se panství, zvětšené v roce 1778 připojením statku Valče, udrželo déle než sedm desítek let. V roce 1850 Heřman Hess prodal panství Šimonu Jiřímu II. baronu Sinovi. Hned příštího roku došlo ke sloučením s Hrotovicemi, které již v roce 1826 odkoupil od hraběte Huberta Harnoncourta. Za Sinů došlo k úpravám pro kanceláře a ubytování úředníků.
Od dcery a dědičky Jiřího Šimona III. (Georg Simon von Sina) Ifigenie de Castries koupil celé sloučené hrotovické panství roku 1882 rakouský velkoobchodník Anton Dreher. Alodiální panství Hrotovice mělo rozlohu 7862 ha 82 arů, z toho na lesy připadalo 4730 ha, na pole přes 2000 ha, na rybníky 52 ha, zbytek tvořily louky, zahrady, stavební parcely a jiná půda. Panství disponovalo 3 zámky (Hrotovice, Dalešice a Myslibořice), dále 12 dvory, u každého dvora 12 lihovary, parní pilou nedaleko Hrotovic, kamennými lomy, 6 myslivnami, 13 hájenkami, 4 domy (dva v Hrotovicích a dva v Myslibořicích).
Hned v počátku pozemkové reformy odkoupila alodiální panství Hrotovice s Krhovem, Myslibořicemi a Dalešicemi a se statky Slavěticemi a Valčí v roce 1921 za 18 milionů Kč pro účely parcelace Moravská agrární a průmyslová banka. V roce 1923 zahájil Státní pozemkový úřad parcelaci, vypracovanou přídělovým komisařem v Myslibořicích. Zbytkový statek Dalešice se zámkem o rozloze 137 ha odkoupil při pozemkové reformě statkář Vladislav Tkaný, kterému bylo v lednu 1948 během revize pozemkové reformy konfiskováno 77 ha. Ve 2. polovině 20. století jej dále využíval národní podnik Průmstav Brno. Od 2. poloviny 70. let zde mělo své sídlo vedení výstavby jaderné elektrárny Dukovany.
V roce 1973 celý areál koupil národní podnik Průmstav Brno. V souvislosti s výstavbou jaderné elektrárny v Dukovanech začali s postupnou přeměnou na kanceláře, sklady a rekreační zázemí s lázněmi. Rekonstrukční práce probíhaly až do roku 1989, kdy byly přerušeny v podstatě ze dne na den z důvodu politicko-společenských změn. Tyto rozdělané práce jsou dodnes viditelné v krovu severního křídla. Po roce 1989 byl zámek ještě 5 let pronajímán k rekreačním a rehabilitačním účelům společnosti REDAL až do zkrachování v roce 1995 poté byl provoz zámku pozastaven a zámek čekal na další užívání ale bohužel doba nepřála a během 90. let stihl zámek obdobný osud jako řadu v restitucích navrácených objektů. Objekty a pozemky byly vráceny potomkům rodiny Tkaných, původně hospodařící na zámku, ti je však na základě nevýhodné smlouvy převedli na firmu Integral s.r.o., následovala zástava majetku u banky, zpronevěra těchto prostředků jednateli firmy, na movitý majetek byla uvalena konkurzní správa. V té době ze zámku zmizelo veškeré zařízení a objekty byly v podstatě vybydleny. Došlo k požáru skladu LTO a kotelny umístěné na 1.np v hlavní zámecké budově.
V roce 2007 získal objekt zámku s předzámčím, přilehlým parkem a dalšími pozemky ve veřejné dražbě z důvodu konkurzu uvaleného na společnost Integral spol. s.r.o. současný majitel – společnost Wessels s.r.o. Vzápětí po převodu do vlastnictví zajistil nový vlastník základní udržovací práce, jako byla oprava střechy a okapů..

## Popis
Jedná se o čtyřkřídlou stavbu s rizalitem uprostřed a čestným dvorem. Portál zámku má bohatou barokní výzdobu, která přechází i do přízemních křídel. Bohatou štukovou výzdobu mají také stěny a stropy interiérů. Kolem zámku se rozkládá park.

## Dostupnost
Zámek se nachází při silnici II/399 (od křižovatky se silnicí II/351 směrem na Stropešín), po které vede cyklostezka 5107 (od Stropešína na hráz VN Dalešice) a Pivovarská cyklostezka od dalešického pivovaru následující cyklotrasu 5107 směrem na hráz VN Dalešice.

## Galerie

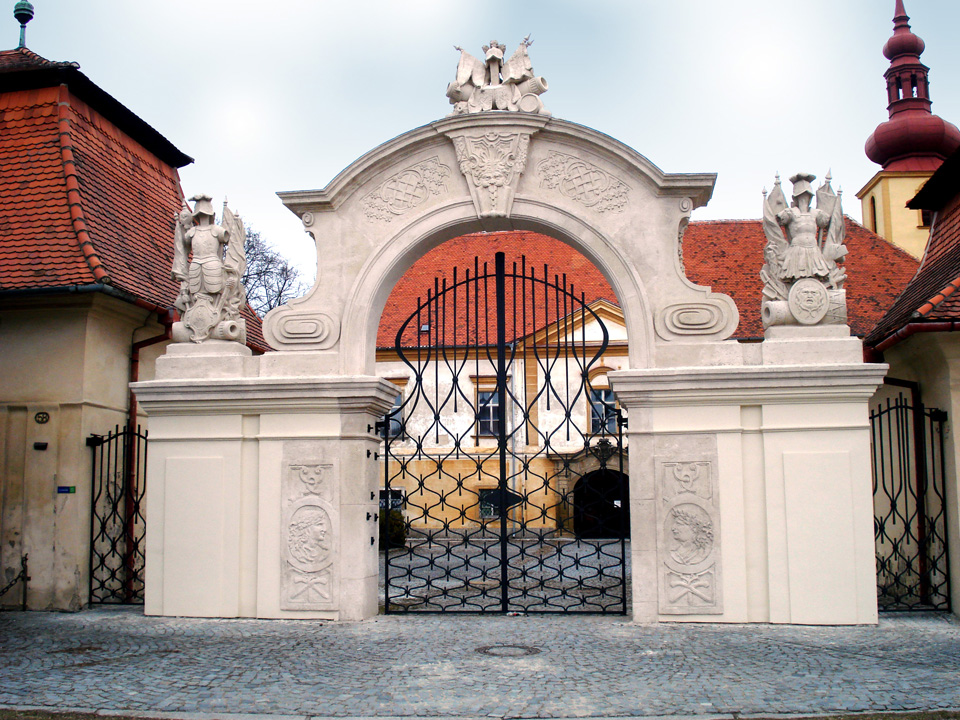
Hlavní vstupní brána po rekonstrukci
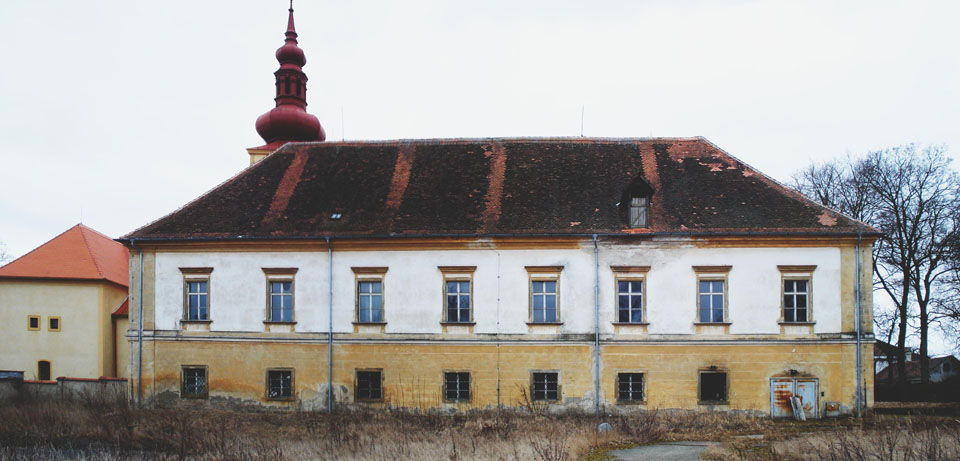
Severní pohled
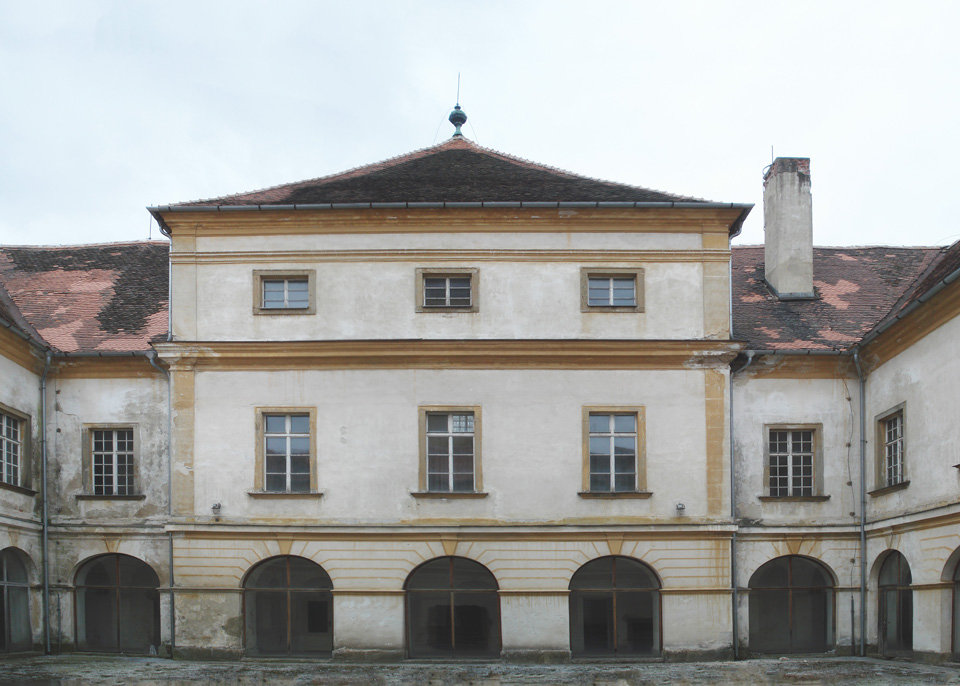
Východní pohled z vnitřního nádvoří
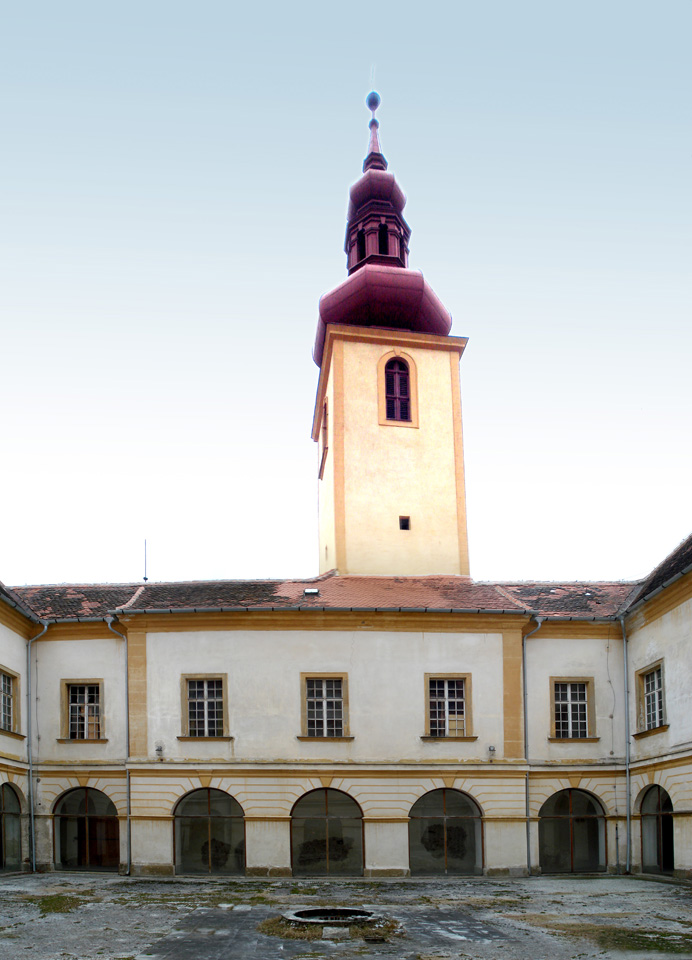
Západní pohled z vnitřního nádvoří